# 中国驻加尔各答总领事馆
中华人民共和国驻加尔各答总领事馆，简称中国驻加尔各答总领事馆，是中华人民共和国派驻印度西孟加拉邦加尔各答的最高级别外交机构，位于加尔各答湖城一区EC72号（EC-72, Sector I, Salt Lake City, Kolkata-700064）。领区包括西孟加拉邦、贾坎德邦、比哈尔邦、切蒂斯格尔邦和奥里萨邦。

## 机构设置
中国驻加尔各答总领事馆设置下列机构：
- 双边处
- 经济商务室
- 办公室